# Phylloxiphia illustris
Phylloxiphia illustris là một loài bướm đêm thuộc họ Sphingidae. Nó được tìm thấy ở lowland forest from Liberia to the Congo và miền tây Uganda.
Chiều dài cánh trước là 27–29 mm. Cánh trước và thân màu dâu.